# 中国人民解放军上将
中国人民解放军上将，是中国人民解放军的现行最高军衔。
1955年军衔制下，共授予57位解放軍高級將領上將軍銜，此时上将位于大将之下、中将之上。1965年，軍銜制被取消。1988年軍銜制恢复后，上将位于一级上将之下、中将之上，1994年取消一级上将后，上将遂成为解放军最高军衔。
根据2021年印发的《现役军官管理暂行条例》，解放军上将军衔依军种划分，分别称陆军上将、海军上将、空军上将、火箭军上将，授予解放军正战区职以上军官。根据《中国人民武装警察部队实行警官警衔制度的具体办法》，中国人民武装警察部队实行警衔制度。武警部队现行最高警衔为武警上将警衔，授予武警部队正战区职警官。本条目将解放军上将军衔与武警上将警衔合并叙述。
包含57位开国上将在内，解放军和武警部队迄今共有272位上将。

## 沿革

### 1955年军衔制上将衔
1955年9月27日，解放军实行军衔制，授予55位解放軍高級將領上將軍銜；之後又增加兩位，總共57位，稱為開國上將，此时上将位于大将之下、中将之上。1965年，軍銜制被取消。
开国上将：萧克、李达、张宗逊、李克农、王震、许世友、邓华、彭绍辉、张爱萍、杨成武、韩先楚、李涛、傅秋涛、王平、吕正操、傅钟、肖华、甘泗淇、宋任穷、赖传珠、洪学智、周士第、郭天民、周纯全、杨至成、陈再道、陈奇涵、王宏坤、苏振华、刘亚楼、刘震、陈锡联、韦国清、陈士榘、陈伯钧、钟期光、宋时轮、朱良才、董其武、唐亮、叶飞、杨得志、王新亭、黄永胜、李天佑、陈明仁、贺炳炎、阎红彦、谢富治、陶峙岳、乌兰夫、周桓、杨勇、李志民、赵尔陆、王建安（1956年授予）、李聚奎（1958年授予）。
55名上将中，除无军队级别者2名外，余53人均为兵团级干部，其中正兵团级33名，副兵团级19名，准兵团级1名。
根据1955年颁布的《中国人民解放军军官服役条例》规定，上将军衔共有17种，为步兵上將、騎兵上將、炮兵上將、裝甲兵上將、工程兵上將、鐵道兵上將、通信兵上將、技術勤務兵上將、公安軍上將、空軍上將、海軍上將、海岸上將、技術上將、軍需上將、軍醫上將、獸醫上將、軍法上將。其划分依据复杂，只有军事指挥军官方可获以军兵种之名命名的上将，政治将官、技术将官等均只可获上将之军衔。
1963年修改军官服役条例后，上将不再按照兵种划分，政治军官和指挥军官统一授衔，改为8种上将，即上将、海军上将、空军上将、技术上将、军需上将、军医上将、兽医上将、军法上将，直至1965年军衔制取消。

55式陆军上将肩章
55式海军上将肩章
55式空军上将肩章
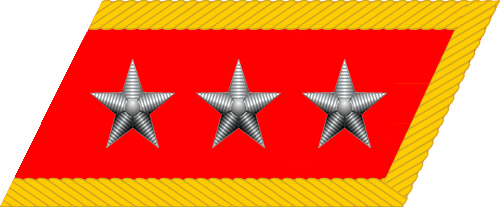
55式陆军上将领章

### 1988年军（警）衔制上将衔
1988年9月，解放军重新实行军衔制。根据新颁布的《中国人民解放军军官军衔条例》规定，最高军衔为“一级上将”，其次为“上将”。可授予上将军衔的职务等级包括军委委员，总参谋长、总政治部主任和大军区级正职，其中军委委员和总参谋长、总政治部主任的基准军衔为上将。条例中并未规定“一级上将”的职务等级，同时规定，“中央军事委员会主席、副主席的职务编制军衔，由全国人民代表大会常务委员会另行规定”。由于当时中央军委主席和副主席均未授予军衔，因此上将军衔成为实际最高军衔。首次授予上将军衔的17名高级将领中，6位担任军委委员和总参谋长，总政治部主任职务，11位担任大军区级正职职务。由于当时规定大军区级正职的基准军衔为中将，因此担任大军区级正职将领并不一定能被授予或晋升上将军衔。同年12月，武警部队实行警衔制，基本参照解放军军衔执行。由于武警总部编制为兵团级（1992年套改为副大军区级），因此武警部队最高警衔为武警中将。
1993年6月，首次晋升6位高级将领为上将军衔，其中张万年、于永波、傅全有3位已于1992年11月担任了军委委员和总参谋长、总政治部主任、总后勤部长职务。
1994年5月，第八届全国人大常委会第七次会议通过了《关于修改〈中国人民解放军军官军衔条例〉的决定》，不再设一级上将，并明确规定军委主席不授予军衔，上将为军委副主席，军委委员，总参谋长、总政治部主任唯一的编制军衔，正大军区职编制军衔为上将和中将。从此，上将在法律上成为最高军衔，其授予条件也有所放宽。一旦担任军委副主席，军委委员和总参谋长，总政治部主任职务，即可晋升上将军衔，而且所有正大军区职将领如无意外均能晋升上将军衔。从2019年12月开始，上将成为正战区级将领的唯一编制军衔，将领的职务提升与军衔晋升同步进行。
1995年12月，武警部队的编制等级升格为正大军区级，武警警衔的最高等级也相应调整为上将。1998年，武警部队首位高级警官晋升武警上将警衔。

## 晋衔条件
根据《中国人民解放军军官军衔条例》规定，以下职务等级授予上将军衔：
- （一）中央军事委员会副主席。
- （二）中央军事委员会委员。
- （三）人民解放军总参谋长、总政治部主任。

《军衔条例》还规定，正大军区职等级也可以被授予上将军衔。
2019年前，晋升上将军衔主要有两种途径。主要为资深正大军区职将领集中晋升上将军衔（警衔）。2000年以前，正大军区职晋升上将军衔，主要以职务和军（工）龄做为主要评价标准，历次晋升的具体要求不尽相同。2000年以后，原则上以“担任正大军区职满2年，同时晋升中将军衔满4年”为基本条件。由于还受名额的限制，因此也会出现个别例外的情况。从1993年起，原則上每兩年由中央军委举行晋升上将军衔（警衔）仪式。2007年以后，除2018年外每年均有上将晋升。时间上也稍有推后，改在每年八一建軍節前的7月中左右。此外，依照有关法律，如果有中将军衔的将领出任中央军委领导职务，随即晋升上将军衔。由于选举（补选）军委领导的中共中央全会通常都在秋季（9－11月）举行，因此，这批上将的晋升往往都在秋季。至今已有5批共7人因担任军委委员职务，随即晋升上将军衔。由于军委副主席和军委委员的编制军衔为上将，因此，其晋升原则上不受名额限制。但对于正大军区职将领晋升上将军衔，除了需具备前述的2个基本条件，还有总的名额限制。2000年以后，在任正大军区职上将的数量不超过总数的2/3，也就是23－24名。每次正大军区职中将晋升上将军衔的名额以此为限。2008年以后，这一比例被压缩到不超过1/2，即16－17名。
2019年12月，中央军委办公厅印发《关于先行调整军级以上军官军衔晋升有关政策的通知》。《通知》要求，以构建军衔主导军官等级制度为指向，通盘考虑不同职级、不同类型军官军衔晋升政策调整，从指挥管理类军级以上军官这个重点切入，分步组织、压茬推进，逐层逐级理顺军衔级别与职务等级对应关系。根据《通知》要求，上将军衔实际上成为正战区职的唯一编制军衔。如果有中将军衔的将领提任正战区职领导职务，即同时意味着晋升上将军衔，中央军委举行上将军衔晋升仪式也不再拘泥于固定月份。当月晋升上将军衔的何卫东和杨学军即是按照新的规定办理。

## 上将军（警）官名单
1955年至1958年，共授予57位将领上将军衔，被人们称为“开国上将”。
1988年以来，先后举行了32次晋升高级军官警官上将军衔警衔仪式，共有208名高级軍官、警官为上将军衔、警衔（已是开国将军者12位）。
- 其中包括18名海军上将，20名空军上将（另有1人由上将军衔改为空军上将军衔），10名武警上将（另有2人由上将军衔改为武警上将警衔）。
- 曾担任国家级正职者有2位：1973年李德生任中共中央副主席、1992年刘华清任中共中央政治局常委。
- 後担任非军职國家級副職者有3位：1990年洪學智任全國政協副主席、1993年秦基伟任全國人大副委員長、1998年趙南起任全國政協副主席。
- 少数民族4名：
  - 趙南起 朝鮮族
  - 于永波 滿族
  - 隗福临 滿族
  - 安兆庆（武警上将）錫伯族
- 两院院士2名：
  - 丁衡高 中國工程院院士
  - 杨学军 中國科學院院士
- 在上将行列中，有2对4人属父子关系：
  - 前总后勤部部长张宗逊上将（1955年授衔）与其子中央军委副主席张又侠上将（2011年授衔）[6]。
  - 前中央军委副主席张震上将（1988年授衔）与其子前第二炮兵部队政委张海阳上将（2009年授衔）[7]。
- 因违纪违法被取消、剥夺军衔者9人[8]：
  - 郭伯雄
  - 徐才厚
  - 房峰辉
  - 张阳
  - 田修思
  - 王建平
  - 王喜斌
  - 李尚福
  - 魏凤和